# 長岡京

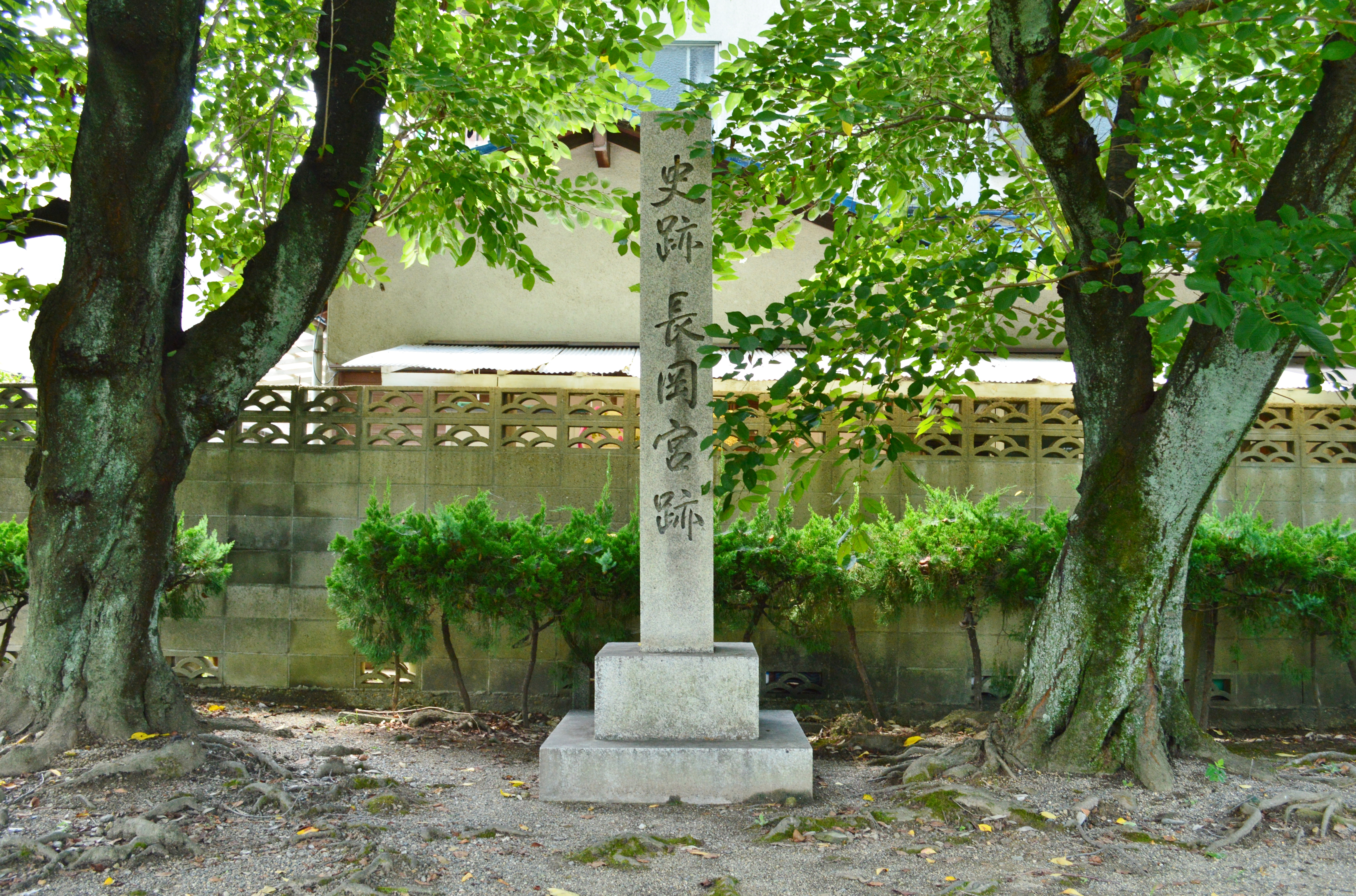
長岡宮跡碑（京都府向日市鶏冠井町）

長岡京（ながおかきょう）は、山城国乙訓郡にあった奈良時代末期（または平安時代初期）の都城（現在の京都府向日市、長岡京市、京都市西京区）。宮域跡は向日市鶏冠井町（かいでちょう）に位置し、「長岡宮跡」として国の史跡に指定されている。
延暦3年（784年）11月11日、第50代桓武天皇により平城京から遷都され、延暦13年（794年）10月22日に平安京に遷都されるまで機能した。

## 概要
長岡京は桓武天皇の勅命により、平城京から北へ40キロメートルの長岡の地に遷都して造営され、平城京の地理的弱点を克服しようとした都市であった。長岡京の近くには桂川や宇治川など、3本の大きな川が淀川となる合流点があった。全国からの物資を荷揚げする港「山崎津」を設け、ここで小さな船に積み替える。そこから川をさかのぼると直接、都の中に入ることができた。長岡京にはこうした川が3本流れ、船で効率よく物資を運ぶことができ、陸路を使わざるを得なかった平城京の問題を解消できた。また、造営地の南東には当時巨椋池が存在し、ここも物流拠点として期待された。
発掘調査では、ほぼ各家に井戸が見つかっていることから、そこに住む人々も豊かな水の恩恵を受けていたと言える。平城京で問題となっていた下水にも対策が立てられた。道路脇の流れる水を家の中に引き込み、排泄物を流すようになっていた。長岡京の北西で湧いた豊かな水は、緩やかな斜面に作られた都の中を自然に南東へ流れ、これによって汚物は川へ押し流され、都は清潔さを保っていた。
桓武天皇は自らの宮殿を街より15メートルほど高い地に築き、天皇の権威を目に見える形で示し、長岡京が天皇の都であることを強調した。

## 歴史
「続日本紀」に桓武天皇とその側近であった藤原種継のやり取りが記されている。「遷都の第一条件は物資の運搬に便利な大きな川がある場所」とする桓武天皇に対し、種継は「山背国長岡」を奏上した。長岡は種継の実家があり、支持基盤がある場所でもあった。その他の理由として、
- 既存仏教勢力や貴族勢力に距離を置く
- 新京の周辺地域をおさえる、帰化人勢力との関係
- 父の光仁天皇の代から天智系に皇統が戻ったことによる人心一新
- 難波津の土砂の堆積によってここを外港としてきた大和国が東西間交通の接点としての地位を失い（難波津－大和国－鈴鹿関ルートの衰退）、代わって三国川（現在の神崎川）の工事の結果、淀川－山背国－琵琶湖・近江国の経路が成立したこと（長岡遷都と難波宮廃止が同時に決められている）[2]

などの説がある。784年（延暦3年）は甲子革令の年であり、桓武天皇は天武系とは異なる天智系の天皇であった。
785年（延暦4年）の正月に宮殿で新年の儀式を行ったが、これは都の建築開始からわずか半年で宮殿が完成していたことを意味する。その宮殿建設では、反対勢力や遷都による奈良の人々への影響を意識した段取りをする。当時、宮殿の建設では元あった宮殿を解体して移築するのが一般的であったが、平城京から宮殿を移築するのではなく、難波宮の宮殿を移築した。また、遷都の際に桓武天皇は朝廷内の改革に取り組み、藤原種継とその一族を重用し、反対する勢力を遠ざけた。
しかし、同年9月に造長岡宮使の種継が暗殺された。首謀者の中には、平城京の仏教勢力である東大寺に関わる役人も複数いた。そして桓武天皇の皇太弟早良親王もこの叛逆に与していたとされ幽閉・配流となり、親王は配流先に向かう途中、恨みを抱いたまま死去する。親王の死後、日照りによる飢饉・疫病の大流行や、皇后ら桓武天皇近親者の相次ぐ死去、伊勢神宮正殿の放火、皇太子の発病など様々な変事が起こったことから、792年（延暦11年）6月10日にその原因を陰陽師に占わせたところ、早良親王の怨霊によるものとの結果が出て親王の御霊を鎮める儀式を行う。しかし、その直後と2か月後の2度の大雨によって都の中を流れる川が氾濫し、大きな被害を蒙った。このことから、治水担当者であった和気清麻呂の建議もあって、793年（延暦12年）1月15日には再遷都のための公式調査が葛野郡宇太村で行われた。2月には賀茂大神への再遷都奉告、3月には再遷都先の百姓に立ち退き補償が行われ、再遷都作業が始まった。そして長岡京への遷都からわずか10年後となる翌794年（延暦13年）に平安京へ遷都することになる。もっとも、789年（延暦8年）の造営大工への叙位記事を最後に長岡京の工事に関する記録は姿を消しており、791年（延暦10年）平城宮の諸門を解体して長岡宮に運ばせたものの、実際には平安宮にそのまま転用されていることから、延暦10年の段階で既に長岡京の廃止決定と新たな都の計画が進められていたと考えられている。
平安京への遷都後の旧長岡京地域は菅原道真の領地になったとされ、901年（昌泰4年）に道真が失脚した昌泰の変に際して在原業平が贈った木像を神体とした長岡天満宮に「長岡」の名が残った。また、旧長岡京地域の南西側を占める地域は1949年（昭和24年）の3村合併で「長岡町」、1972年（昭和47年）の市制施行で「長岡京市」となり、行政区域名で「長岡京」の名前が復活した。同市内にあったJR西日本東海道本線（JR京都線）の神足駅は1996年（平成8年）に「長岡京駅」と改称している。

## 発掘調査
長岡京は近年まで「幻の都」とされていたが、1954年（昭和29年）より、西京高校教員であった中山修一（後、京都文教短期大学名誉教授）と、その教え子であった袖岡正清（NHKブックス74［長岡京発掘］より抜粋）を中心として発掘が開始され、翌1955年（昭和30年）、大内裏朝堂院の門跡が発見されたのを皮切りとして、1962年（昭和37年）大極殿跡が発見され、今日までにかなり発掘調査が進み、1964年（昭和39年）に国の史跡に指定された。1967年（昭和42年）内裏内郭築地（ついじ）回廊北西部が確認され、1979年（昭和54年）内裏南方の重要官衙の存在を証明する遺構として大規模な築地塀が発見された。
発掘の結果わかったことは次の通りである。
- 未完成で放棄されたとした従来の定説と異なり、難波宮や他の旧宮、平城京の建造物を移築し、かなり完成した姿であった
- 平城京、平安京と並ぶ京域を持つ都であった。

遺跡の一角で2003年に日本電産（現:ニデック）の本社建設が行われることとなり、事前に調査が行われた。出土した墨書土器の文字によって、桓武天皇が長岡京から平安京に移る1年余りの間滞在した長岡京東院であることが判明した。日本電産では学会などの保存要望に応えようと、地下に遺跡を保存するため当初の設計を大幅に変更して施工された。社屋では発掘された出土品一部を展示している。

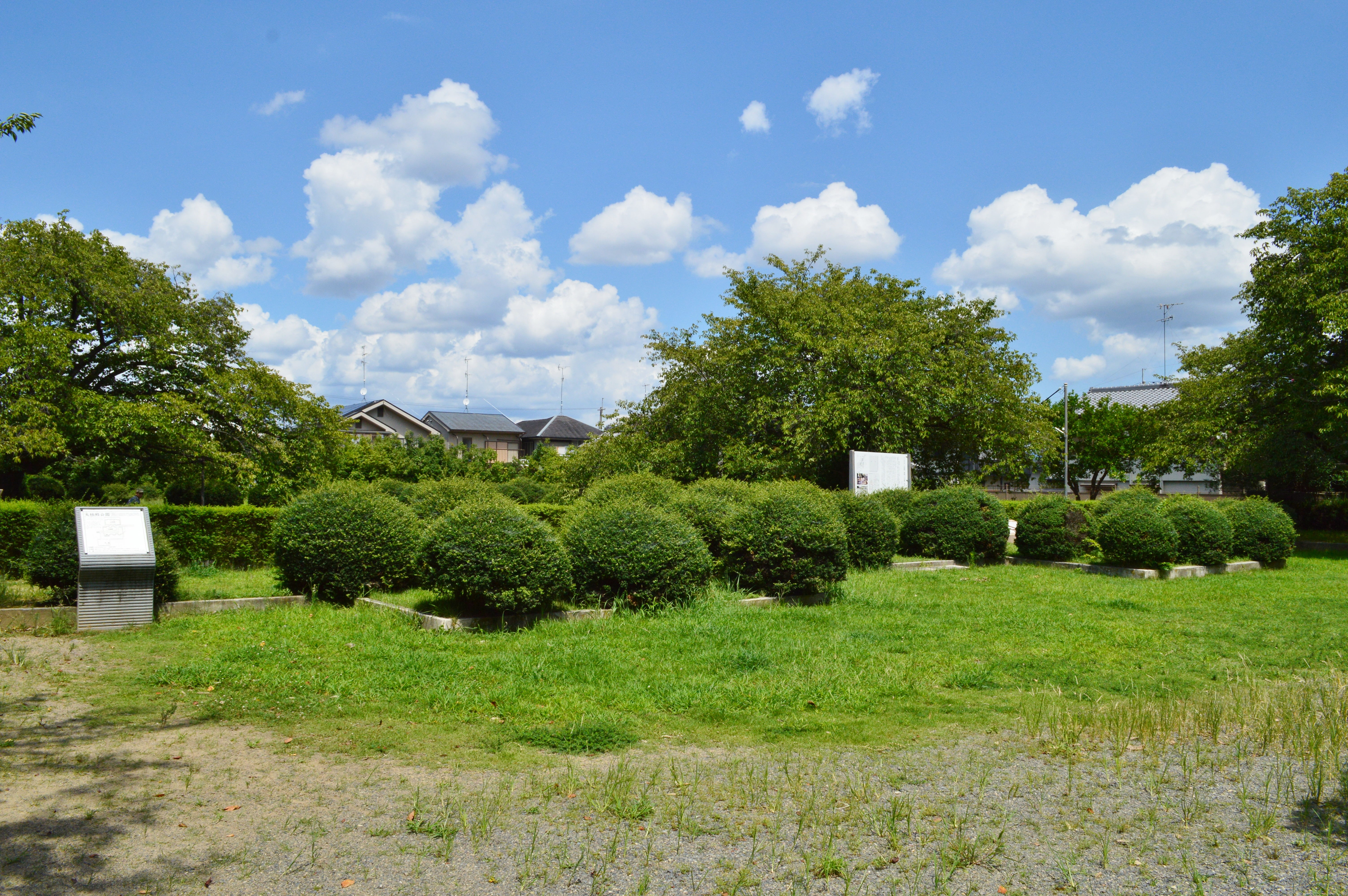
大極殿跡
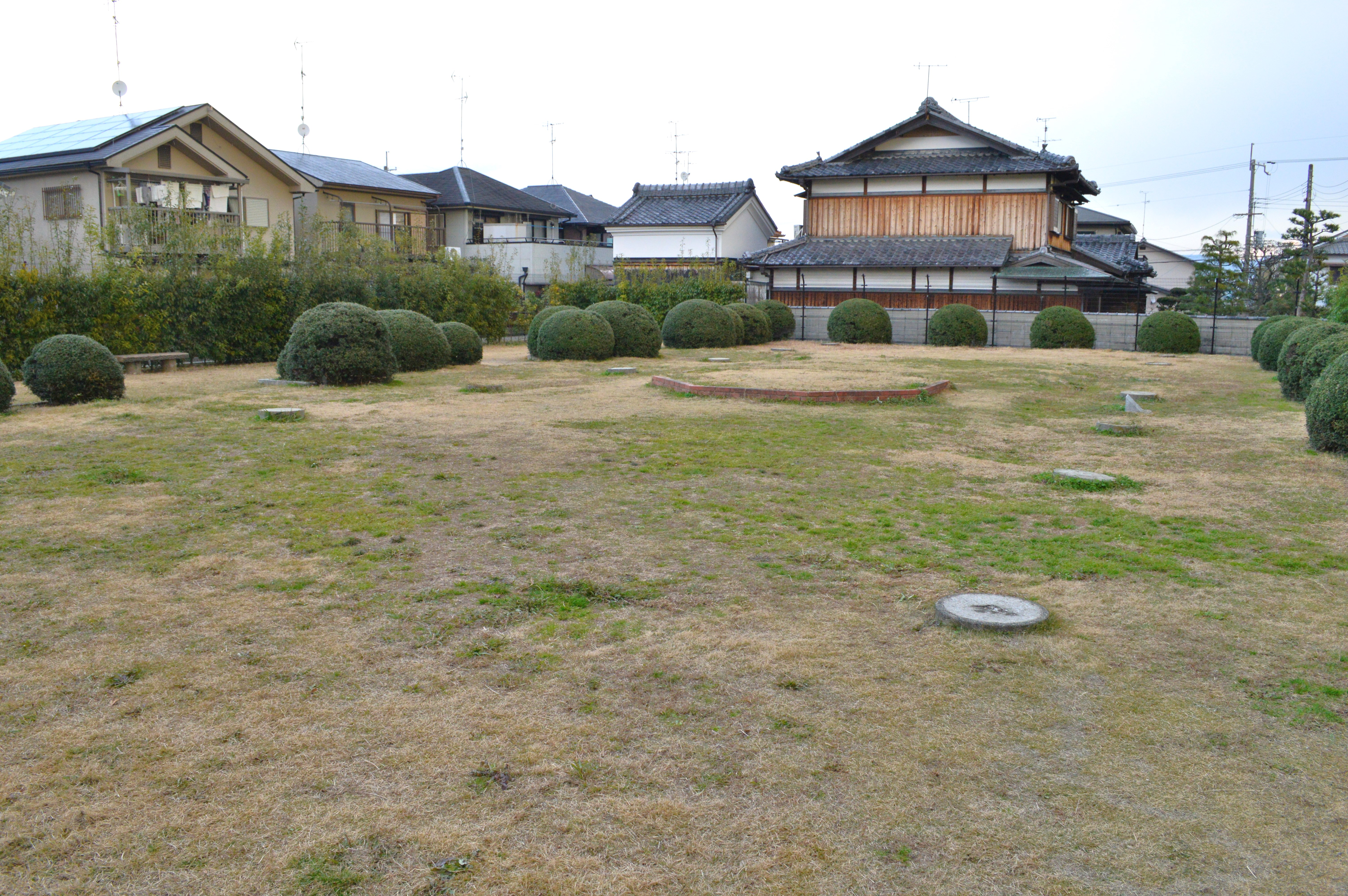
後殿跡
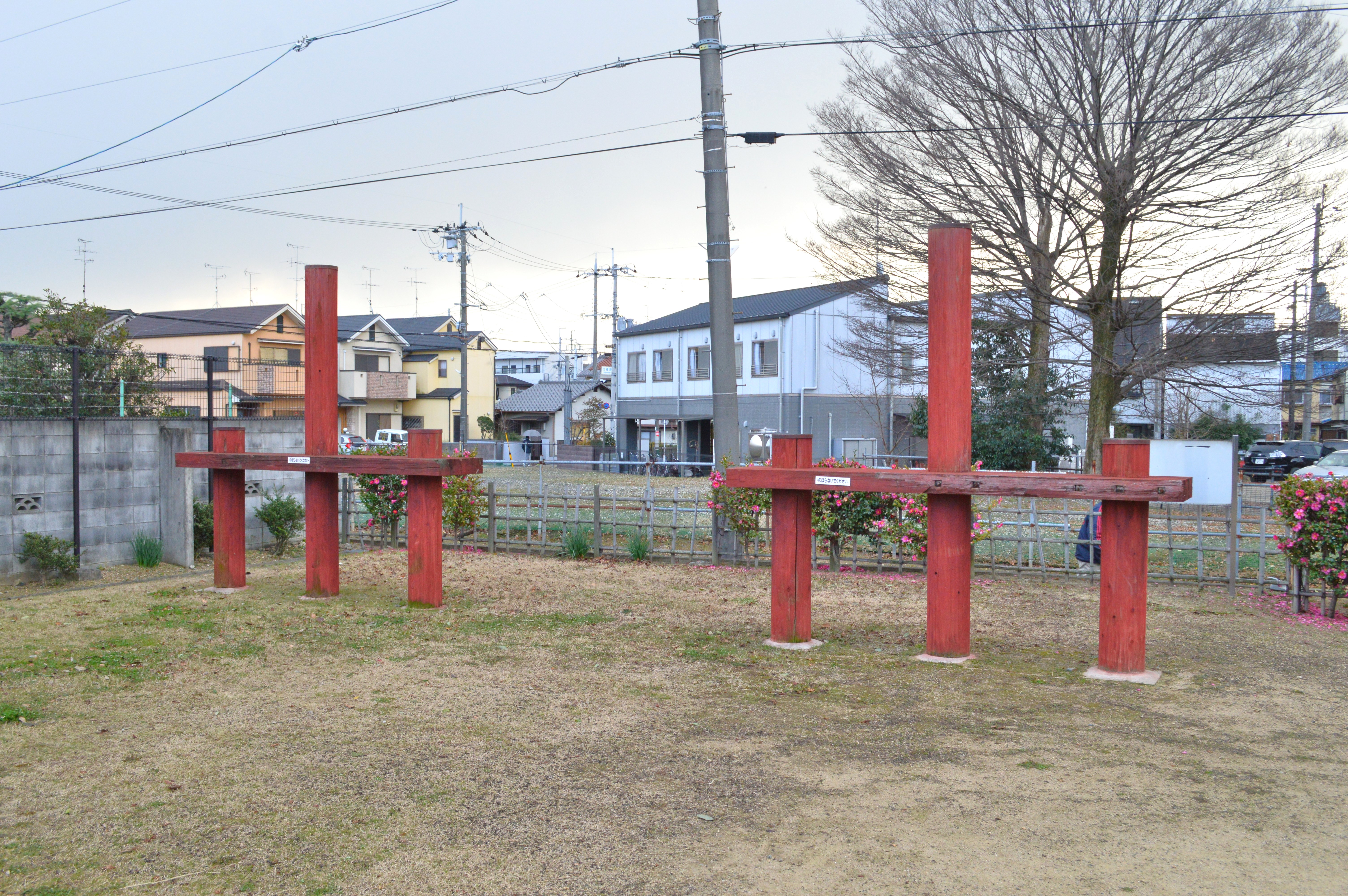
宝幢（復元）
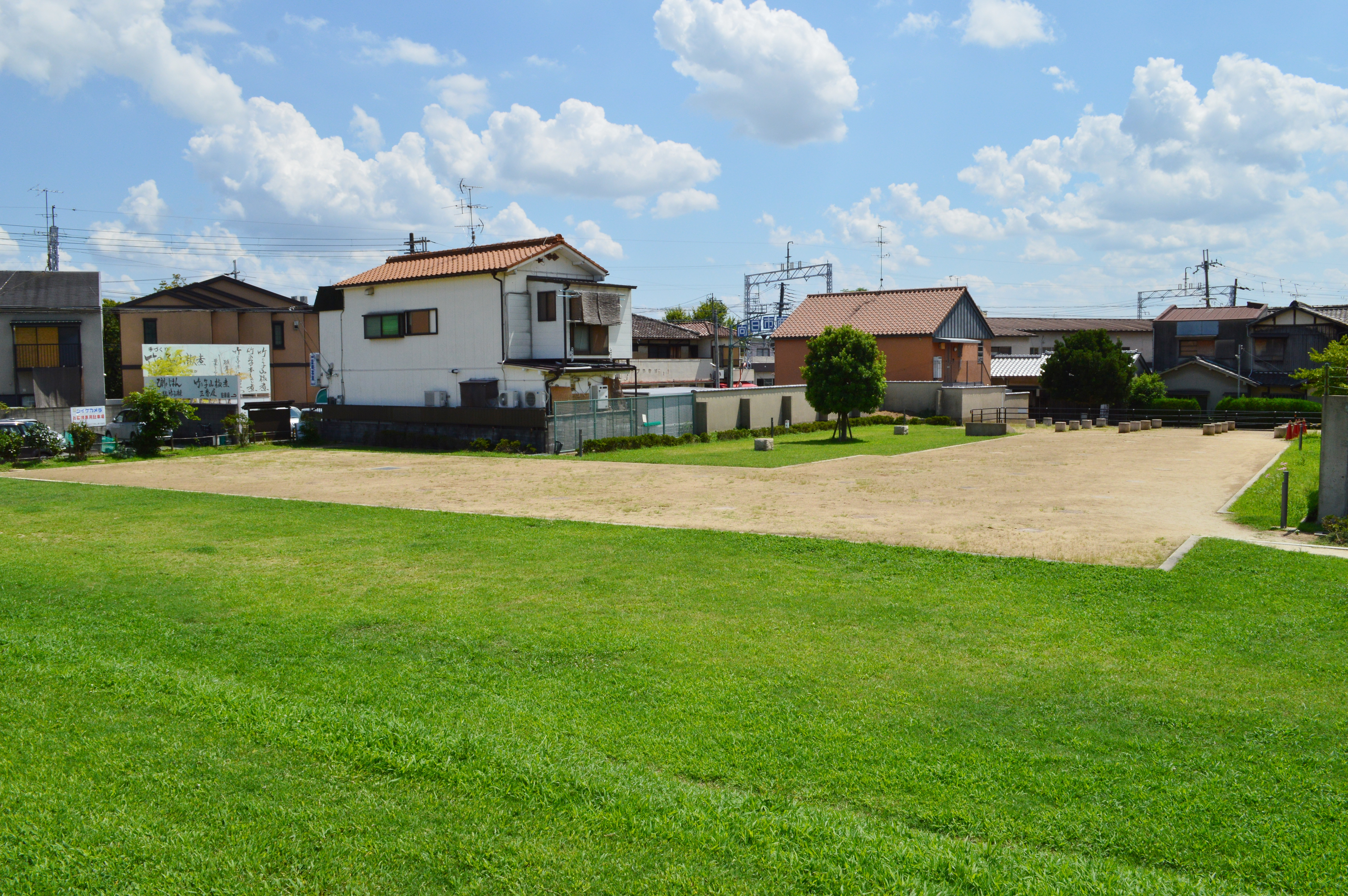
朝堂院跡
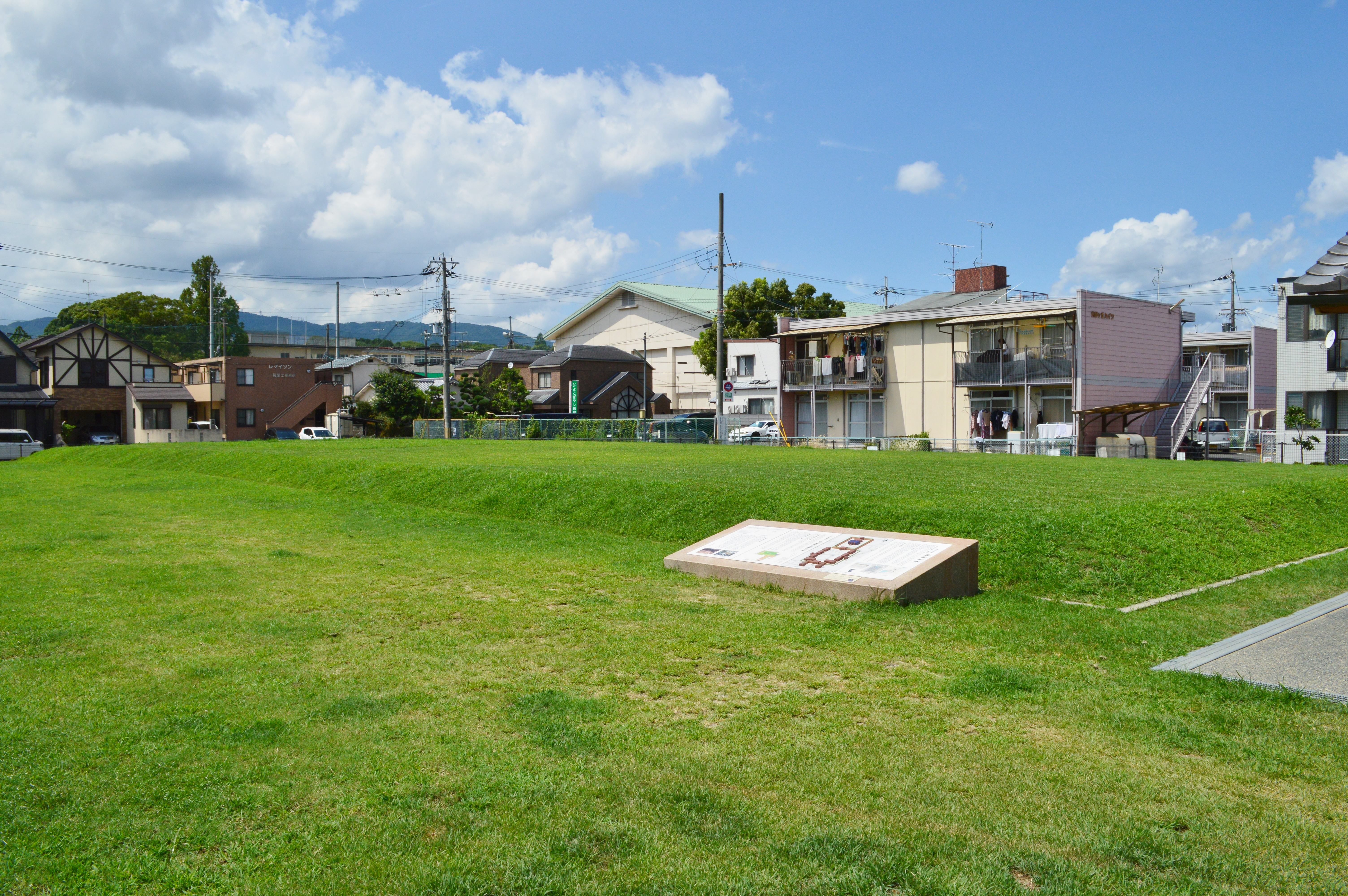
朝堂院 西第四堂跡
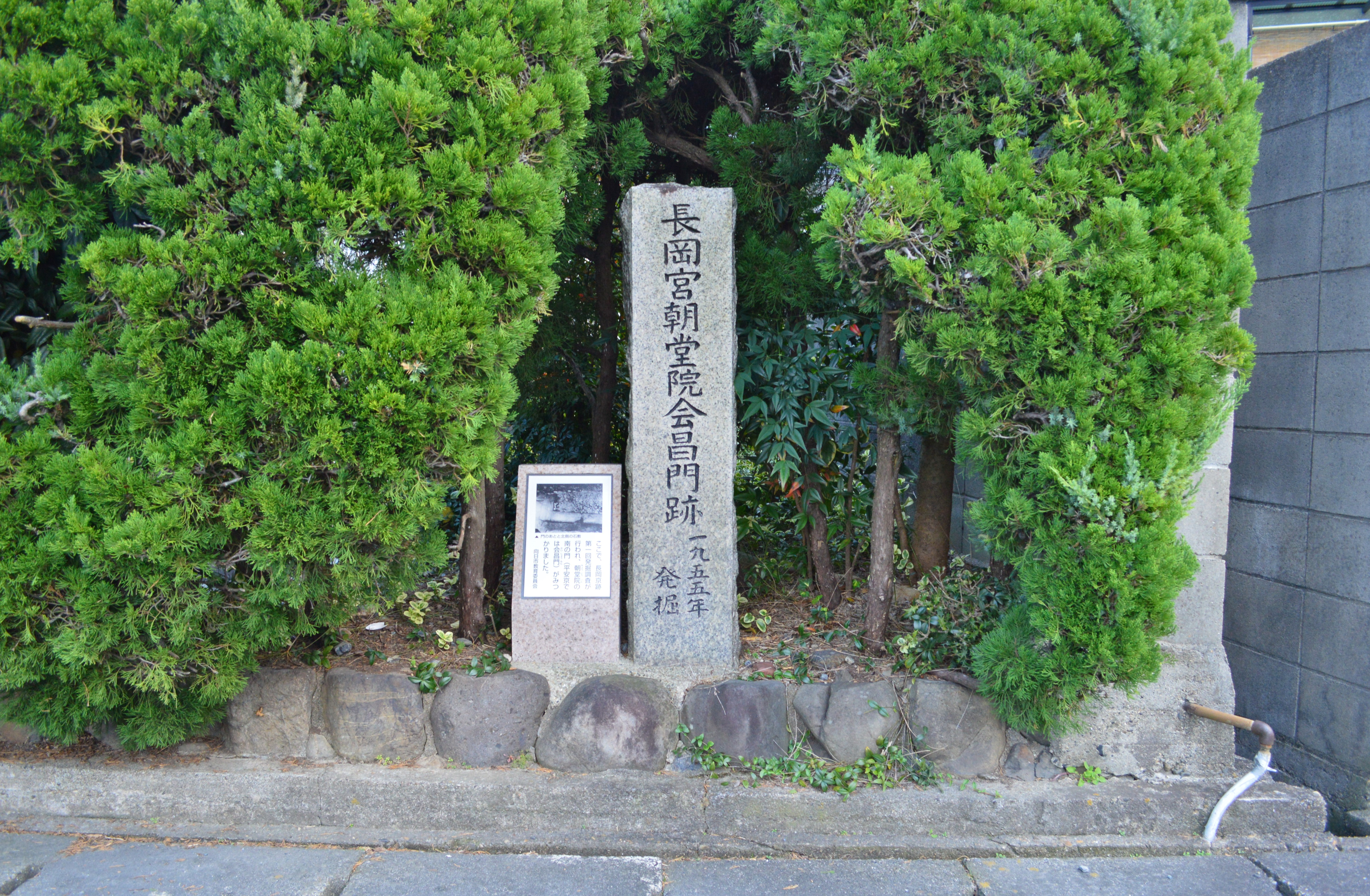
朝堂院 会昌門跡
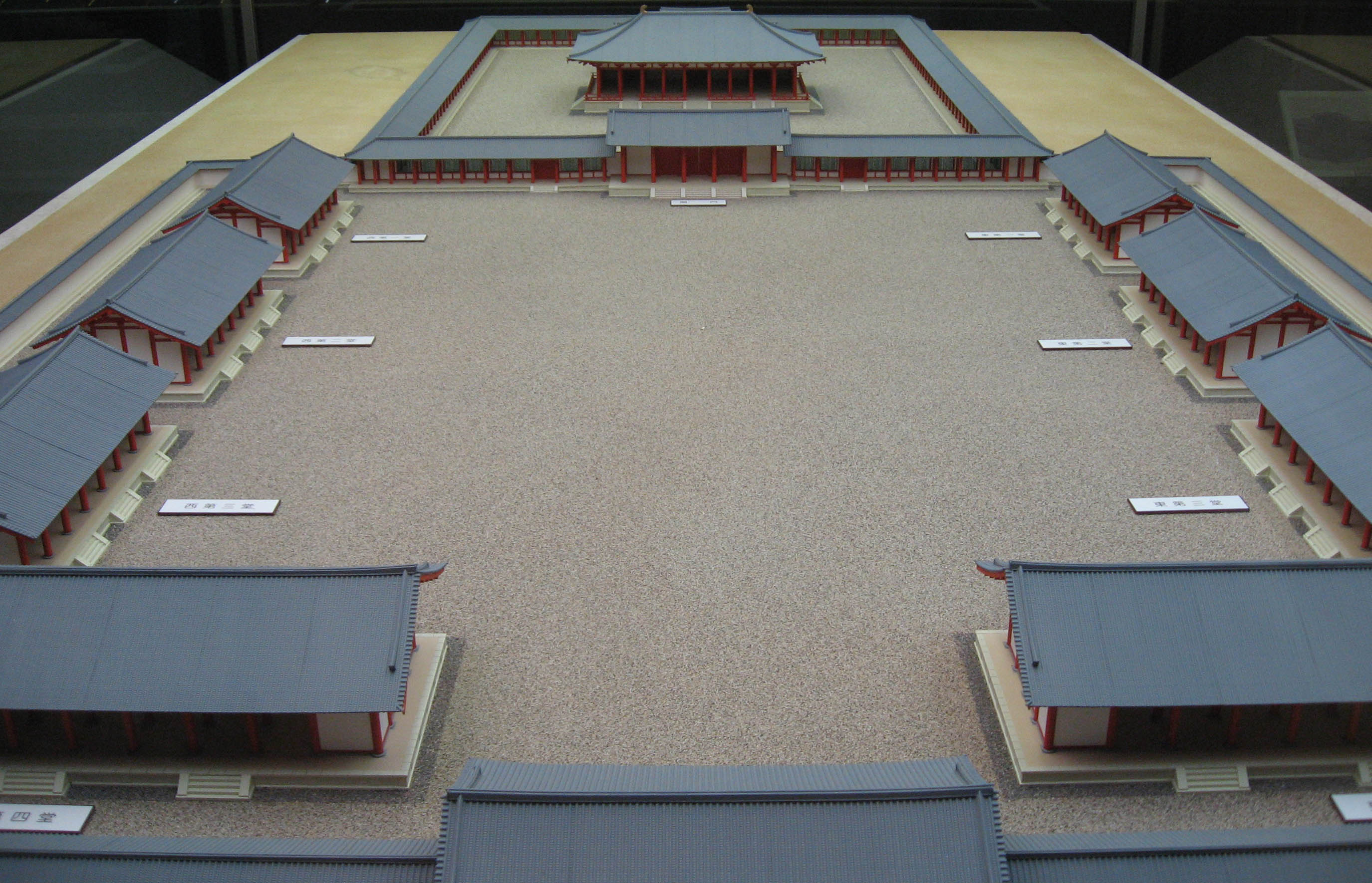
長岡京朝堂院復元模型（向日市文化資料館） 最奥の殿舎は大極殿